# Eleonora Duse (film)
Eleonora Duse è un film biografico italiano del 1947, diretto da Filippo Walter Ratti e interpretato da Elisa Cegani, Rossano Brazzi e Andrea Checchi. 
Ripercorre la vita della celebre attrice italiana Eleonora Duse (1858-1924). Il film è tratto dal romanzo La grande tragica di Nino Bolla.